# Annamalai Nagar
Annamalai Nagar es una ciudad y nagar Panchayat situada en el distrito de Cuddalore en el estado de Tamil Nadu (India). Su población es de 16289 habitantes (2011).

## Demografía
Según el censo de 2011 la población de Annamalai Nagar era de 16289 habitantes, de los cuales 8475 eran hombres y 8478 eran mujeres. Annamalai Nagar tiene una tasa media de alfabetización del 95,22%, superior a la media estatal del 80,09%: la alfabetización masculina es del 97,53%, y la alfabetización femenina del 92,59%.